# 崔賢美
崔 賢美（チェ・ヒョンミ、朝鮮語: 최 현미、1990年11月7日 - ）は、大韓民国の女子プロボクサー。第3代WBA女子世界フェザー級王者。 第2代WBA女子世界スーパーフェザー級王者。世界2階級制覇王者。PABA会長主導で行われた戦績操作に遭った選手。

## 来歴
北朝鮮・平壌で生まれ、11歳からボクシングを始め、北京オリンピックを目指していたが女子ボクシングは採用されず、14歳のときに家族で脱北。ソウルに移住する。
韓国ではアマチュアで活躍し、2007年にプロとなる。
2008年10月11日、鎮安郡で徐春燕とWBA女子世界フェザー級王座決定戦を行い、10回3-0（98-92、96-94、97-93）の判定勝ちを収めデビュー戦を白星で飾ると共に王座獲得に成功した。
2009年5月30日、ソウルのソウル大学校でPABA女子フェザー級暫定王者金孝玟と対戦し、10回1-1（96-94、96-96、94-96）の判定で引き分けたが初防衛に成功した。
2009年11月21日、水原の成均館大学校自然科学キャンパスで天空ツバサと対戦し、10回3-0（97-92、96-94、100-92）の判定勝ちを収め2度目の防衛に成功した。
2010年4月30日、水原の成均館大学校自然科学キャンパスでクラウディア・ロペスとWBA女子世界フェザー級王座統一戦を行い、2-1（93-98、96-95、96-95）の判定勝ちを収め王座統一に成功、3度目の防衛に成功した。
2013年5月8日、ソウルのKBSスポーツワールドでシャノン・オコンネルと対戦し、10回3-0（2者が97-93、96-94）の判定勝ちを収め7度目の防衛に成功したが、KBSの中継がつくという前提で平日昼間に行われるも、スポンサーがつかず中継がキャンセル。しかし体育館予約や審判招聘は既になされていたため、観客はほぼ関係者のみの中でタイトルマッチを余儀なくされた。興行スポンサーも離れたためファイトマネーはプロモーターが借金で賄わざるを得なかった。直後に王座返上。
2013年8月15日、仁川の月尾島で風神ライカとWBA女子世界スーパーフェザー級暫定王座決定戦を行い、10回3-0（2者が97-93、96-94）の判定勝ちを収め王座獲得に成功した。
2013年10月30日、正規王者のキナ・マルパーティーダが王座を剥奪された為、正規王座に認定された。
2015年5月23日、聞慶市の聞慶市体育館でOPBF東洋太平洋スーパーフェザー級王者でWBA女子世界スーパーフェザー級12位の水谷智佳と対戦し、10回3-0（2者が98-91、99-90）の判定勝ちを収め2度目の防衛に成功した。
2019年6月27日、仁川にて藤原芽子相手にWBA女子世界スーパーフェザー級王座防衛戦を行い、3-0判定勝利。
2020年11月13日、マッチルーム・ボクシングと複数試合のプロモーション契約を交わした。
2020年12月18日、フロリダ州ハリウッドのセミノール・ハード・ロック・ホテル & カジノにてカリスタ・シルガドと対戦を予定していたが、前日計量でシルガドに体重超過があり計量失格となった為、シルガドが勝っても王座獲得とはならないという条件で試合が行われ、崔が判定勝ちで王座防衛に成功した。
2022年8月15日、3階級下に当たるバンタム級のWBOアジア太平洋王者である赤林檎を相手に王座防衛戦を予定だったが、約1週間前に中止が決まった

## 獲得タイトル
- 第3代WBA女子世界フェザー級王座（防衛7度=返上）
- WBA女子世界スーパーフェザー級暫定王座（防衛0度=正規王座に認定）
- 第2代WBA女子世界スーパーフェザー級王座（防衛2度）